# Henry Ellis (gouverneur)
Pour les articles homonymes, voir Henry Ellis et Ellis.
Henry Ellis, né en 1721 et mort en 1806, est un négociant, haut fonctionnaire et explorateur britannique, gouverneur de la colonie de Géorgie de 1757 à 1760.

## Biographie

### Origines familiales et formation
Henry Ellis naît dans le Comté de Monaghan, en Irlande. Il reçoit une éducation protestante dans le cadre de l'Église anglicane.

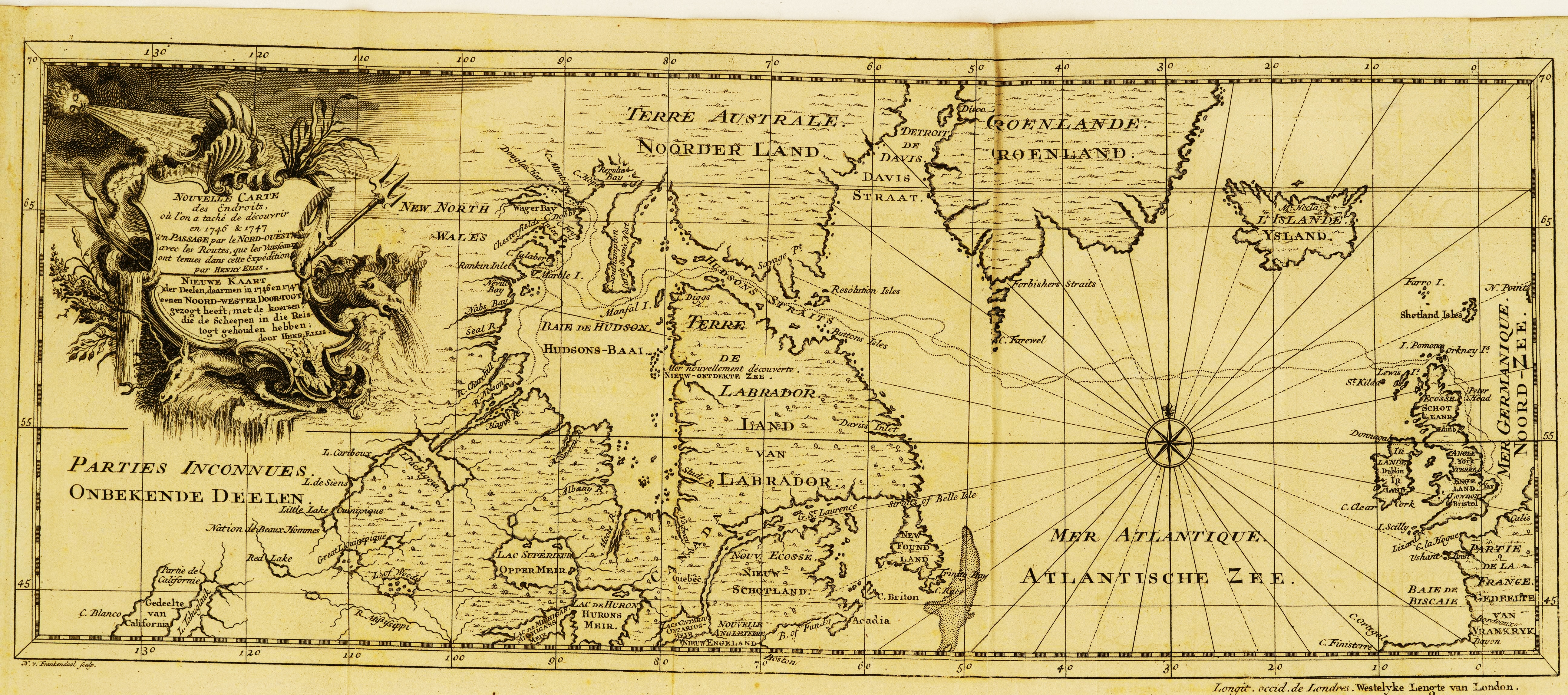
Voyage à la baye de Hudson, fait en 1746 et 1747

### La recherche du passage du Nord-Ouest (1746-1747)
En mai 1746, il fait partie d'une compagnie pour la découverte du passage du Nord-Ouest. Après l'extinction difficile d'un incendie dans le bateau, il navigue au Groenland, où il échange des marchandises avec les peuples inuit le 8 juillet 1746. Il traverse la ville de Fort Nelson et passe l'été sur la Rivière Hayes. Il renouvelle ses efforts en juin 1747, sans succès, avant de retourner en Angleterre où il arrive le 14 octobre. 
Il publie le récit de ses voyages dans un ouvrage nommé Voyage à la Baye de Hudson, fait  en 1746 & 1747, par les Navires le Dobbs Galley & la California, pour la découverte d'un Passage du Nord-Ouëst et publie en 1750 Considérations à propos du Passage du Nord-Ouest. Après cela, il devient membre dans la Royal Society.

### Négociant colonial et marchand d'esclaves (1750-1756)
De 1750 à 1755, Ellis travaille comme marchand d'esclave, achetant des esclaves en Afrique et les expédiant en Jamaïque.

### Gouverneur de la Géorgie
Le comte d'Halifax, George Montagu-Dunk, président de la chambre de commerce, nomme Ellis lieutenant-gouverneur de Géorgie le 15 août 1756. Ellis arrive à Savannah, le 16 février 1757 et le 14 mai 1758, est intronisé gouverneur de la Géorgie. 
Son administration de la colonie a été fortement appréciée. Il onclut un traité avec les Creeks. Il publie La Chaleur du Temps dans la Géorgie (Philosophical Transactions of the Royal Society, 1758). Supportant mal le climat subtropical de la colonie, il la quitte, s'arrêtant à New York afin de demander l'aide militaire pour les colonies du sud.

### Fin de carrière
Il est nommé lieutenant-gouverneur de la Nouvelle-Écosse en 1761, mais il n'occupe pas ce poste, tout en conservant ce titre jusqu'en 1763, l'avocat Jonathan Belcher faisant fonction de gouverneur. 
Après son retour en Angleterre, il est appelé, en raison de sa connaissance des affaires américaines, à travailler sur un plan de taxation des colonies. En échange de ce service, il est récompensé par des fonctions de sinécure[réf. nécessaire]. 
Il réside ensuite en Italie, principalement occupé à des recherches scientifiques.

## Publications

### Titres originaux
- Voyage made to Hudson's Bay in 1746, by the Dobbs Galley and The California, to discover a Northwest Passage (« Voyage à la baie d'Hudson en 1746, par le Dobbs Galley et le California, pour découvrir un passage du Nord-ouest »)
- Considerations relating to the Northwest Passage (« Considérations à propos du passage du Nord-Ouest »), 1750.

### Traductions
- Henry Ellis (trad. Gottfried Sellius), Voyage à la baye de Hudson, fait en 1746 & 1747, par les navires le Dobbs-Galley & la California, pour la découverte d'un passage au Nord-ouëst : avec une description éxacte de la côte, un abrégé de l'histoire naturelle du pays, & un exposé net des faits & des argumens, qui servent à prouver la probabilité de trouver dans la suite ce passage : précédé d'un détail historique des tentatives qui ont été faites jusqu'ici pour trouver par cette route un passage aux Indes Orientales., Provinces-Unies, Leyde, Elie Luzac fils, 1750 (lire en ligne [PDF])